# 古茨湖
52°12′19″N 13°50′7″E / 52.20528°N 13.83528°E

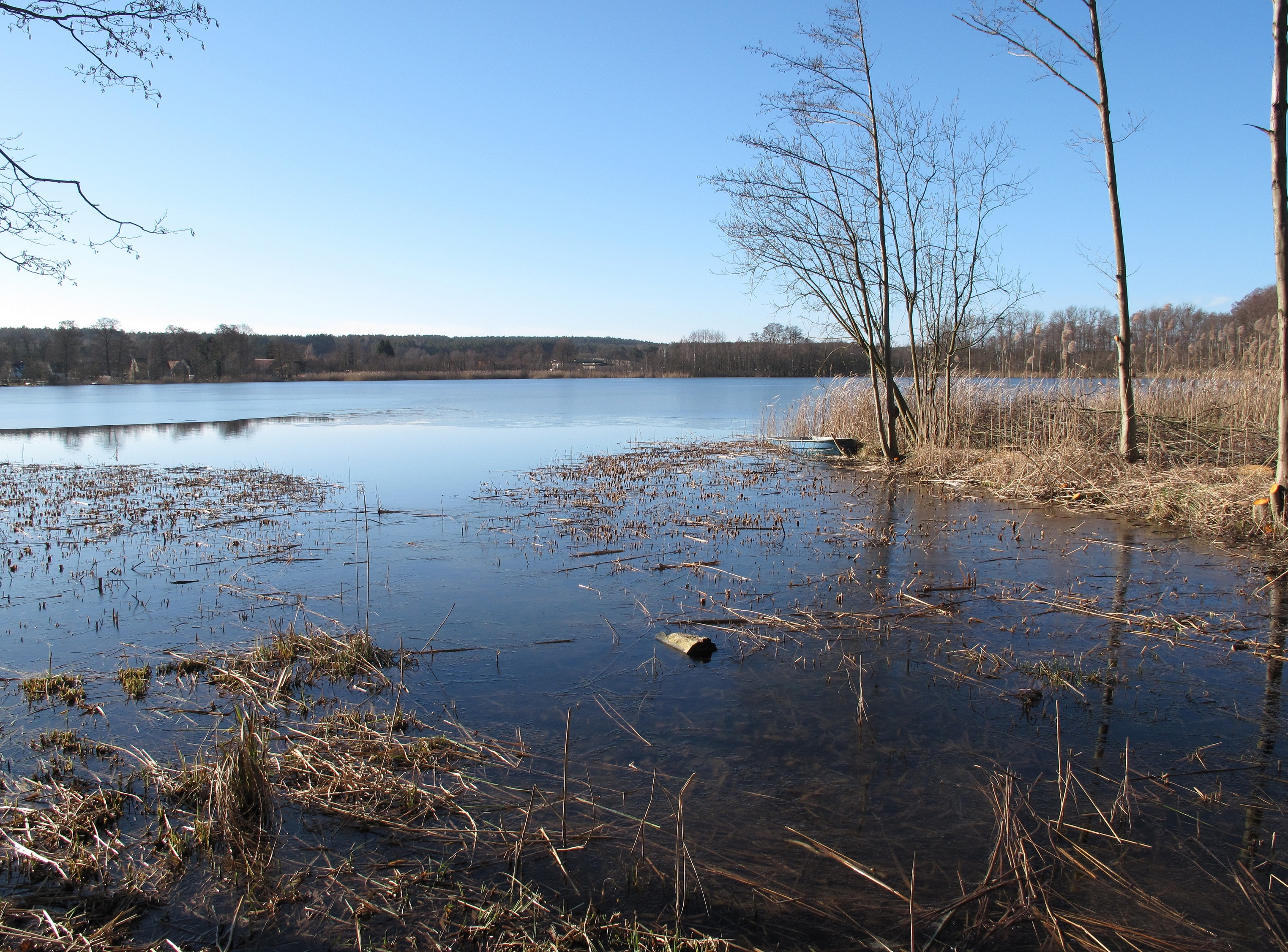

古茨湖（德語：Gutssee），是德國的湖泊，位於該國西南部，由勃蘭登堡州負責管轄，處於達默-施普雷瓦爾德縣，長0.4公里、寬0.4公里，面積0.12平方公里，海拔高度38米，湖岸線長度1.3公里。